# Atylostagma polita
Atylostagma polita är en skalbaggsart som beskrevs av White 1853. Atylostagma polita ingår i släktet Atylostagma och familjen långhorningar.
Artens utbredningsområde är:
- Honduras.
- Panama.

Inga underarter finns listade.